# Estación de Märstetten
La estación de Märstetten es la principal estación ferroviaria de la comuna suiza de Märstetten, en el Cantón de Turgovia.

## Historia y situación
La estación de Bürglen fue abierta en el año 1855 con la apertura al tráfico ferroviario de la línea que unía a Winterthur con Romanshorn, del Schweizerische Nordostbahn (NOB), y en 1902 se integró en los SBB-CFF-FFS.
La estación se encuentra ubicada en el sur del núcleo urbano de Märstetten. Tiene un total de dos andenes, uno lateral y otro central a los que acceden tres vías. Hay que sumar la existencia de una vía topera al sureste de la estación para dar servicio a una zona industrial.
La estación está situada en términos ferroviarios en la línea férrea Winterthur - Romanshorn. Sus dependencias ferroviarias colaterales son la estación de Müllheim-Wigoltingen hacia Winterthur y la estación de Weinfelden en dirección Romanshorn.

## Servicios ferroviarios
Los servicios son prestados por SBB-CFF-FFS:

### S-Bahn Zúrich
La estación está integrada dentro de la red de trenes de cercanías S-Bahn Zúrich, y en la que efectúan parada los trenes de varias líneas pertenecientes a S-Bahn Zúrich:
- S 8 Weinfelden – Winterthur – Wallisellen – Zúrich HB – Thalwil – Pfäffikon SZ
- S 30 Winterthur – Frauenfeld – Weinfelden (– Romanshorn – Rorschach)